# Osthofen
Osthofen é uma cidade da Alemanha localizado no distrito (Kreis ou Landkreis) de Alzey-Worms no estado da Renânia-Palatinado.